# 許應元
許應元（1506年—1565年），字子春，號茗山，浙江杭州府錢塘縣民籍，順天府東安縣人，明朝政治人物。

## 生平
嘉靖四年（1525年）乙酉科浙江鄉試第八十五名舉人，十一年（1532年）中式壬辰科會試第六十三名，二甲第五十四名進士。兵部觀政，授泰安州知州，調泰州知州，居一年，丁父憂。服闋，起為工部都水司員外郎，升工部虞衡司郎中，二十三年（1544年）出為夔州府知府，二十八年（1549年）升四川按察司副使，十二月調廣西按察司副使、兵備府江，三十四年（1555年）升遼東苑馬寺卿，三十五年（1556年）改雲南布政使司參政，丁母憂。服闋，三十八年（1559年）起為福建布政使司參政，四十一年（1562年）二月升雲南按察使，四十二年（1563年）升廣西右布政使。四十四年（1565年）卒於官，享年六十歲。

## 著作

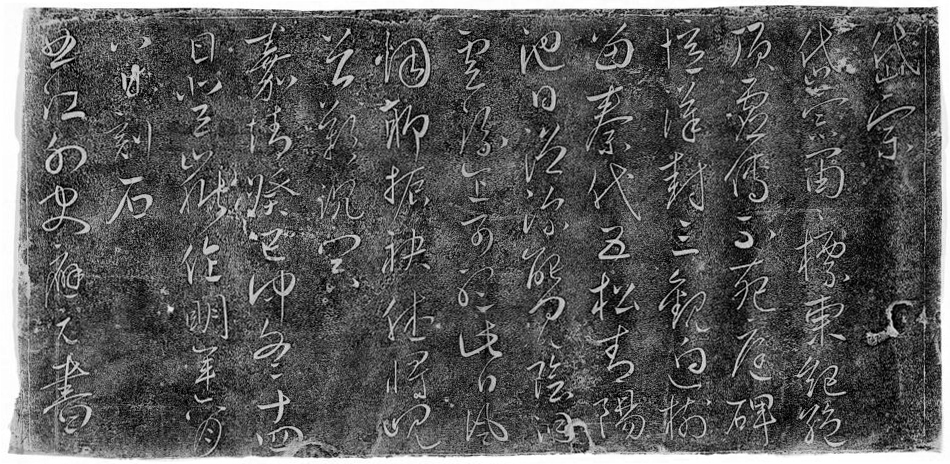
徐应元泰山石刻

工詩文，著有《許水部集》三卷。另有《陭堂摘稿》16卷。
岱庙环咏亭有其《岱宗》诗，作於嘉靖癸巳仲冬。全文曰：“岱宗肃肃标东纪，绝顶虚传不死庭。碑忆汉封三观迥，树留秦代五松青。阳池日浴深能见，阴洞云流乍可听。此日风烟聊振袂，休将岘首叹沉冥。——嘉靖癸巳仲冬十四日登岳作，明年六月八日刻石。曲江外史应元书。”

## 家族
曾祖許九皋；祖父許紳；父許龜年，贈工部員外郎。母陳氏（封宜人）。具慶下。兄許應爵，弟許應奎、許應龍、許應宿、許應祿、許應熊、許應期、許應亨、許應德、許應臺、許應衡、許應薦、許應求、許應庚、許應科、許應參。子許夢暘。孫許惠一（萬曆四十四年進士）。